# Corrado da Montefeltro

Stemma della famiglia Da Montefeltro

Corrado da Montefeltro (XIII secolo – XIII secolo) è stato un condottiero italiano, della grande e nobile famiglia dei Montefeltro, era figlio di Taddeo.

## Biografia
Il nome di questo capitano si incontra a proposito dell'assedio e della conquista di Urbino, tolta ai Malatesta nel 1288, che in seguito sarà ripreso dai vecchi proprietari.
Nel 1288 i cittadini stanchi della signoria guelfa, chiesero aiuto a Corrado, il quale aveva già occupata Pesaro. Il legato del papa, impaurito dalla fama della sua spietatezza militare, gli aprì le porte della città.
Nell'anno 1289 il pontefice, con il suo preparato esercito, assalì la città e la espugnò.
Negli anni di Cesena un biografo (Fra Cimarelli) nota il seguente brano: A di 8 giugno 1289 i fedeli del conte Corrado di Pietra Rubia, figlio del conte Taddeo, il naturale loro signore dentro il castello uccisero; uccisero pure un bambino di esso Corrado; la sorrella dell'uno e dell'altro signore; Filippo, natural fratello del detto conte spensero; la moglie del detto conte per lungo tempo tennero in prigione, finché non furono certi che non fosse gravida, perché di lui non rimanesse seme.